# Carl Bernström
Carl Gustaf Bernström, född den 17 december 1925 i Västerås, död den 27 maj 2014, var en svensk sotarmästare, skådespelare och statist.
Efter att tidigt ha provat på ett flertal yrken blev Carl Bernström 1942 sotarlärling i hemstaden Västerås. Från 1954 var han bosatt i Heby där han verkade som sotarmästare till sin pensionering.
Vid sidan om sitt egentliga yrke hade Bernström en omfattande karriär som amatörskådespelare och statist såväl på scen som i film och TV. Han började syssla med amatörskådespeleri redan 1942 inom Bondeförbundets ungdomsklubb, och spelade som ung bland annat sommarteater på Vallby friluftsmuseum. Senare medverkade han i krönikespel i Sala 1974 och Västerås 1982 (där han spelade Gustav Vasa) samt turnerade under en period med en uppsättning av Vilhelm Mobergs Marknadsafton (i rollen som Magni). Hans sista scenroll var i en uppsättning av Molières Den girige på Stockholms Stadsteater.
Inom film och TV debuterade han som i rollen som pensionerad sjökapten i filmatiseringen av Stieg Trenters I dag röd (1987). Sedermera kom han att medverka i produktioner som Kejsarn av Portugallien, Varuhuset, Rederiet, Zonen och Den ofrivillige golfaren. Härutöver gjorde han också reklamfilmer och arbetade som modell. Han framträdde också som uppläsare av Gustaf Fröding-dikter.
Trots att Bernström sällan krediterades för sina film- och TV-roller, så blev han ändå ständigt igenkänd för sin karaktäristiska yviga vita skepparkrans.